# Protoceratops hellenikorhinus

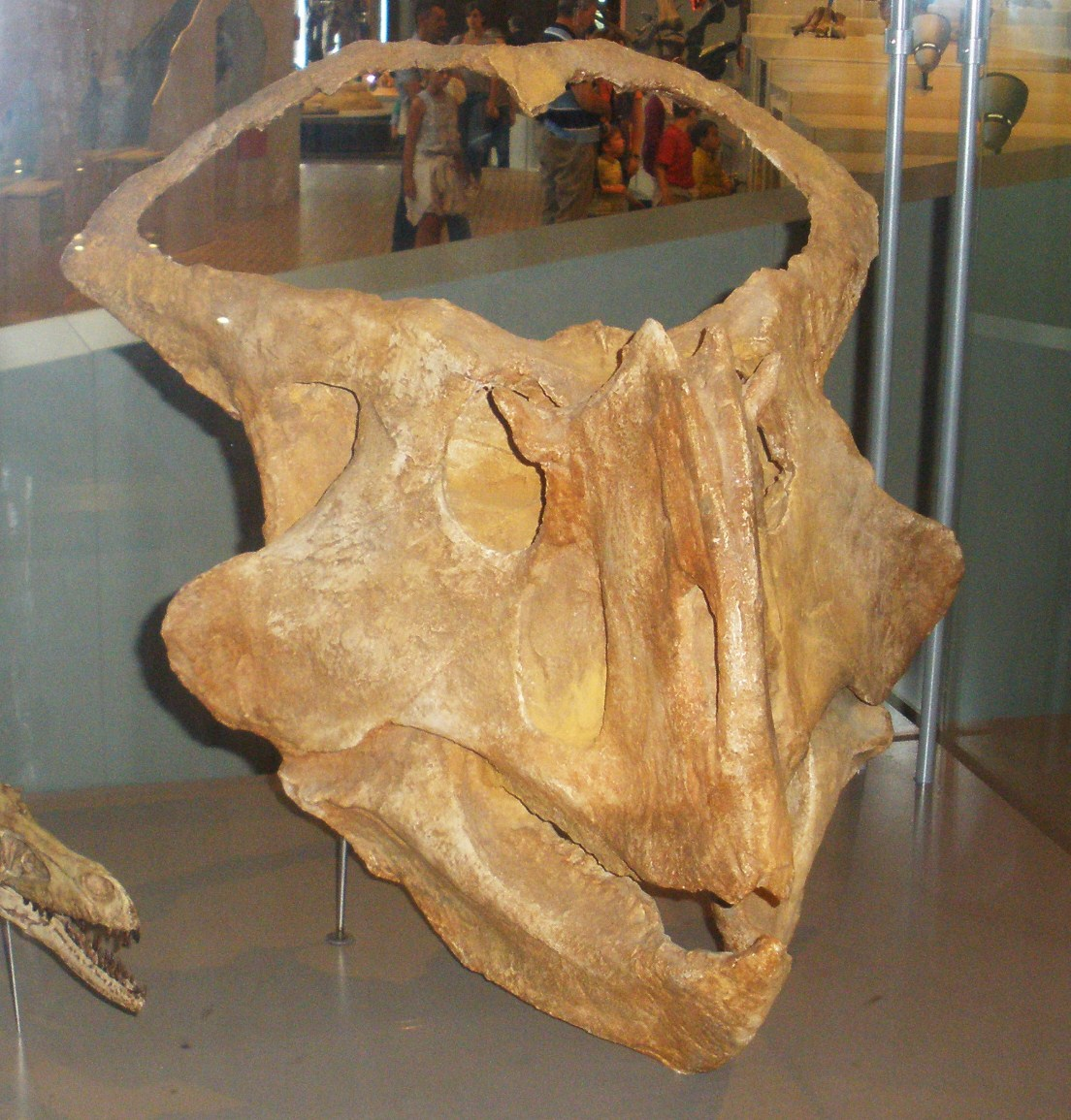
Cráneo de P. hellenikorhinus.

Protoceratops hellenikorhinus es una especie y tipo del género extinto Protoceratops (gr. "primera cara con cuernos")  de dinosaurio ceratopsiano protoceratópsido que vivió a finales del período Cretácico, hace aproximadamente 75 y 71 millones de años, durante el Campaniense, en lo que hoy es Asia. En 2001 fue nombrada una segunda especie válida, P. hellenikorhinus, proveniente de la Formación Bayan Mandahu en Mongolia interior, China y también data del Campaniano. Esta es probablemente tan grande como el P. andrewsi, teniendo una gola significativamente distinta, con cuernos yugales más robustos. El arco del hueso sobre sus fenestras de la nariz presentaba dos pequeños cuernos nasales y no había dientes en el frente del hocico.